# Robin Steegman
Robin Steegman (4 april 1986) is een Nederlandse actrice.

## Televisie
Robin Steegman werd bij het grote publiek bekend met de televisieserie De Erfenis, een serie  die in 2004 werd gefilmd op Curaçao, waar Robin Steegman de rol van Resa Heydecoper speelde.
Daarvoor speelde ze ook nog in de serie "Wet & Waan" de rol van Stefanie Overeem. Ook speelde Robin Steegman in de bekroonde Nederlandse televisieserie Dunya en Desie.
Robin speelt ook in de nieuwe Verkade commercials (die vanaf mei 2008 op de Nederlandse TV te zien zijn) samen met Medi Broekman en Lonneke Dapiran.